# Rodgers Beach
Rodgers Beach, officieel bekend als Nanki, is een klein strand aan de Sint-Nicolaasbaai, dat ten westen van Baby Beach op Aruba ligt. Het staat bekend door zijn stille water en het gevoel van afzonderlijkheid, hoewel het een openbaar strand is. Het water is in eerste instantie ondiep, maar verder uit de kust is het water geschikt om te zwemmen.  

## Geschiedenis
In de jaren 1950, werd de Aruba Esso Club gebouwd als een deel van Lago Colony (tegenwoordig genaamd Sero Colorado) tussen de inham van Nanki en de lagune van Baby Beach, direct ten zuiden van Rodgers Beach. De club bestond uit een restaurant, een dansvloer, een bioscoop, een bowlingbaan en een honkbalstadion. Er was een aanlegsteiger in de lagune en er waren kleine hutten, waarvan er één nog steeds staat. Tegenwoordig is het niet meer dan een groot, verlaten gebouw waarin één bedrijf gevestigd is, een duikwinkel, die nog steeds operatief is. 
Arashi Beach · Baby Beach · Daimari Beach · Eagle Beach · Flamingo Beach* · Iguana Beach* · Mangel Halto · Palm Beach · Palmeiland* · Rodgers Beach

* privéstranden